# コールド・シナゴーグ (ミンスク)
コールド・シナゴーグ（イディッシュ語: די קאַלטע שול, ベラルーシ語: Халодная сінагога）とは、ベラルーシのミンスク中心部、現在のニアミハ通りに存在したユダヤ教のシナゴーグである。このシナゴーグは学究の場として使われず、暖房が備えられていなかったため、「冷たい（Халодная）」という名前が付けられた。ロマネスク様式の建造物であり、ミンスク最古の石造のシナゴーグだと考えられている。シナゴーグは現存せず、跡地の隣はベラルーシ国立工業デザイン研究所の建設予定地となっている。
1570年に建物は完成し、当初は正教会が使用していたと考えられているが、1796年にユダヤ人コミュニティが建物を購入し、再建・改修した。
1930年にシナゴーグは閉鎖されたが、1944年にミンスクがナチス・ドイツから解放された後、短い間再びユダヤ教徒に引き渡された。1965年にシナゴーグは保護建造物であったにもかかわらず、白ロシア・ソビエト社会主義共和国の指導者だったピョートル・マシェーロフの命令によって破壊された。 これはシナゴーグが建てられてい他地区の再建計画の一環として実施されたものであるが、ソビエト連邦における国家的なユダヤ人への迫害と、1950年代から1960年代にかけての時期により普遍的だった、ソビエト連邦当局が歴史的建築物の保存活動に関心を示さなかった体質の両方に起因していた。1960年代に社会主義都市の様式に沿ったミンスクの再建事業が実施された際にミンスク旧市街の大部分が破壊され、シナゴーグの破壊も地区の再建の一環として行われたものだった。